# Miguel Ángel Fornés
Miguel Ángel Fornés Jul (ur. 6 września 1993 w Palma de Mallorca) – hiszpański siatkarz, grający na pozycji środkowego. 

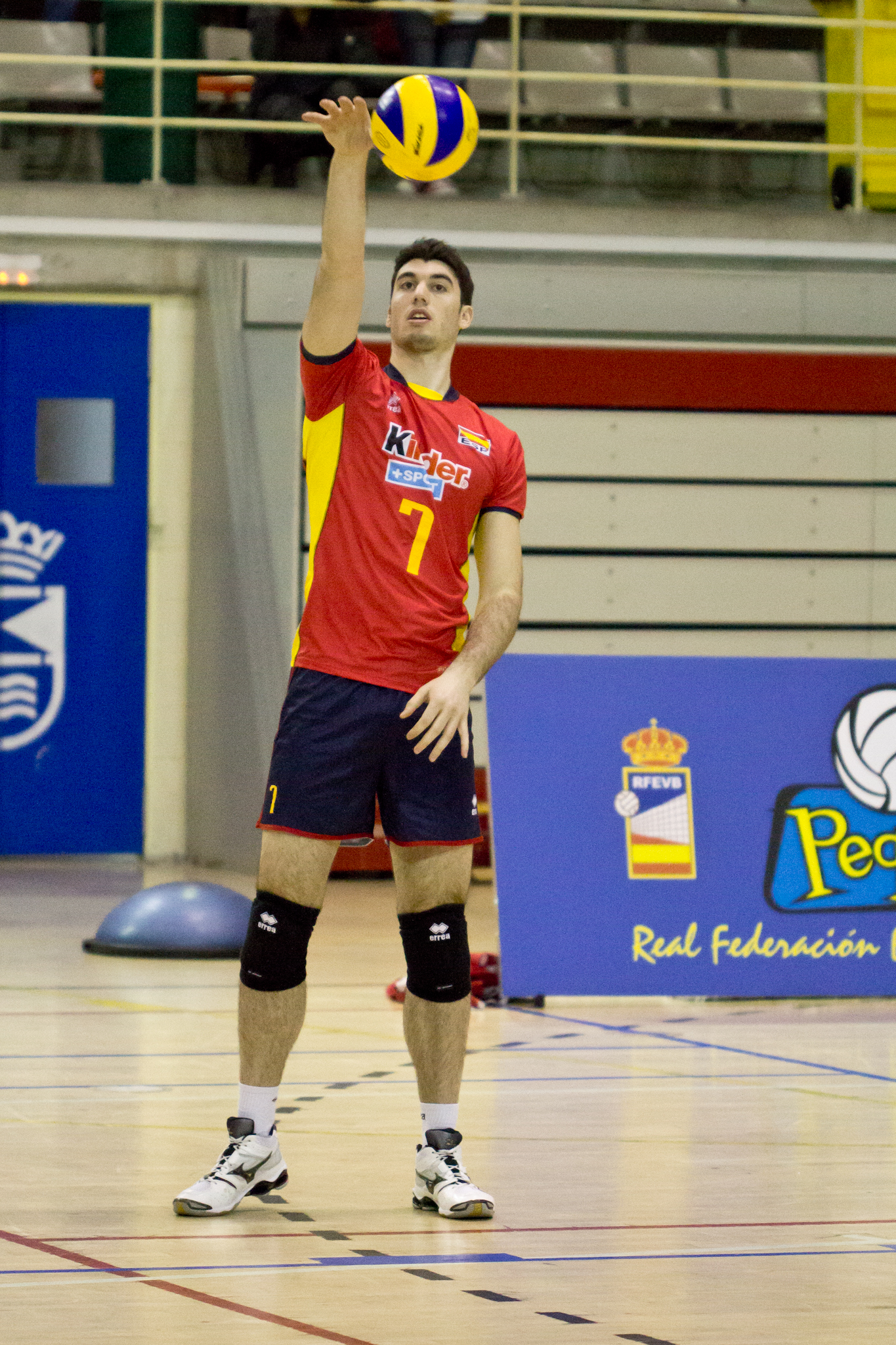
Miguel Ángel Fornés reprezentantem Hiszpanii w 2013 roku

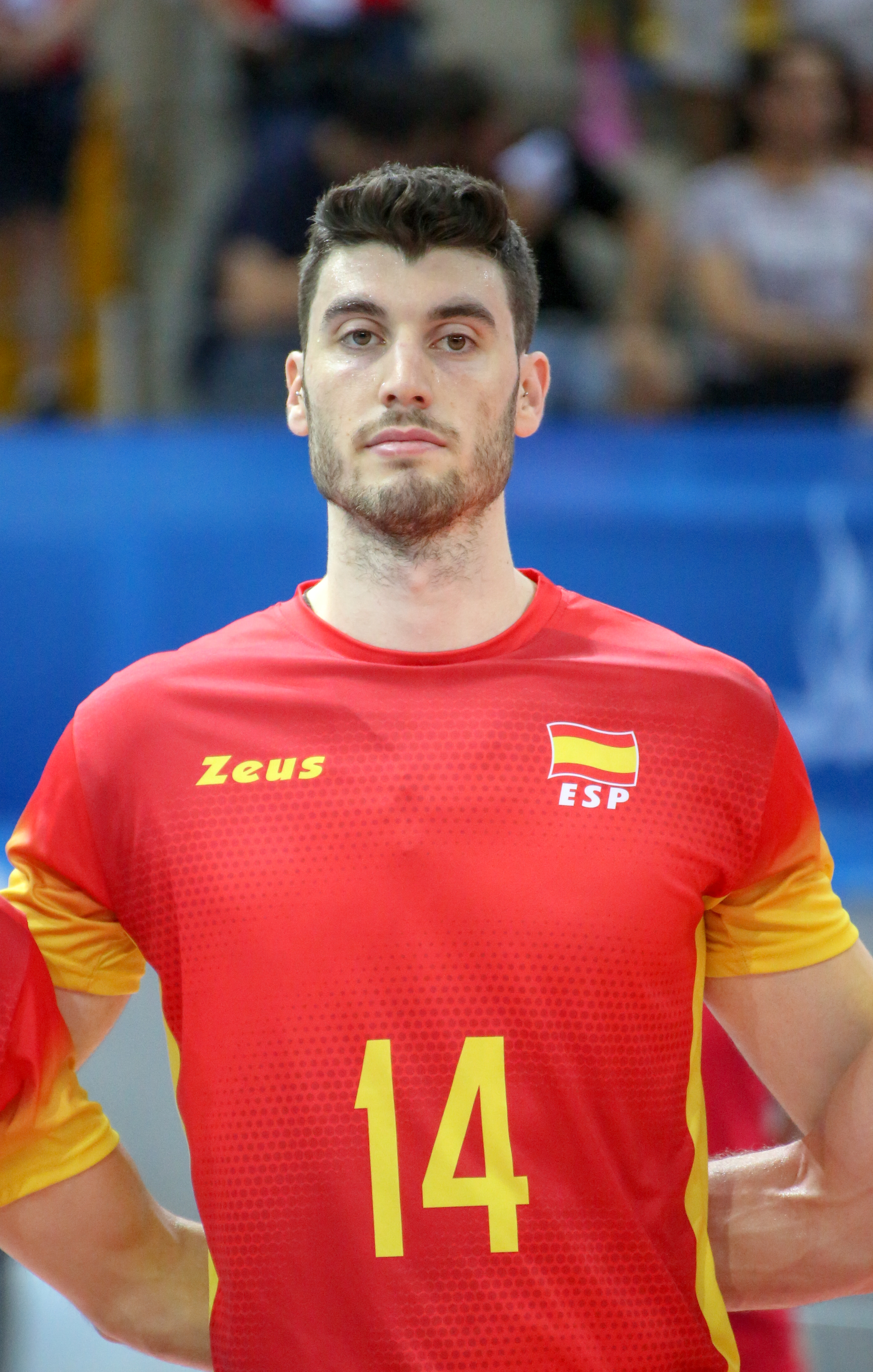
Miguel Ángel Fornés reprezentantem Hiszpanii na Igrzyskach Śródziemnomorskich 2018

## Sukcesy klubowe
Mistrzostwo Hiszpanii:
- 2015, 2019, 2022[4]
- 2021

Puchar Belgii:
- 2017, 2018

Mistrzostwo Belgii:
- 2017
- 2018, 2023[5], 2024[6]

Superpuchar Hiszpanii:
- 2018

## Sukcesy reprezentacyjne
Mistrzostwa Świata Kadetów:
- 2011

Mistrzostwa Europy Juniorów:
- 2012

Igrzyska Śródziemnomorskie:
- 2018